# Saul (Händel)
Saul (HWV 53) är ett oratorium av Georg Friedrich Händel till ett libretto av Charles Jennens. Berättelsen handlar om kung Saul ur Första Samuelsboken i Bibeln och dennes relation till sin blivande efterträdare Kung David. En relation som vänder från beundran till avund och hat och slutligen leder till monarkens undergång. Händel komponerade verket 1738 och det uppfördes för första gången 1739. Saul är bland annat känt för dödsmarschen för Saul och hans son Jonathan, och verket som räknas som ett av kompositörens mest dramatiska körverk.

## Roller
- Saul (bas)
- Merab (sopran)
- Michal (sopran)
- Jonathan (tenor)
- David (alt)
- Samuel (bas)
- High Priest (tenor)
- Witch of Endor (tenor)
- Abner (tenor)
- Amalekite (tenor)
- Doeg (bas)
- Kör av Israeliter